# Zecchino (Siracusa)
Zecchino ('u Zecchinu in dialetto siracusano) è un quartiere a centro-nord di Siracusa, che insieme al quartiere Tisia costituisce l'attuale Akradina. 
Il nome del rione, di origine ignota, deriva dall'omonimo e centrale viale dove è presente, tra l'altro, il grattacielo più alto presente sul territorio urbano (undici piani) conosciuto come il palazzo "AZ" e sede delle maggiori emittenti radiofoniche e televisive siracusane. È inoltre considerato la continuazione del suddetto quartiere Tisia e, per tale motivo, le molte attività commerciali presenti nella zona sono tutelate dal consorzio Cenaco (Centro commerciale naturale).  
L'unico elemento di diversità dei due rioni è quello sociale: il primo è borghese e benestante, il secondo è proletario, visto che il viale Zecchino nato come borgo rurale (ancora oggi, in mezzo alle costruzioni moderne, sono visibili le abitazioni in buona parte tipicamente contadine del vecchio borgo), si è poi sviluppato insieme a tutte le strade e stradine collaterali tra gli anni cinquanta e settanta durante la costruzione di questo e di altri nuovi quartieri sulla parte alta della terraferma per accogliere non solo i siracusani un tempo residenti nella città bassa e antica (Ortigia, Borgata Santa Lucia e zona umbertina) e bisognosi di più ampi e più moderni spazi abitativi, ma anche e soprattutto gli operai della zona industriale provenienti in gran parte dai paesi della ex provincia. 
Oggi con l'attuale riqualificazione rappresenta uno dei maggiori centri commerciali naturali in zona alta con numerosi negozi storici e moderni. 